# Sericoptera innocens
Sericoptera innocens là một loài bướm đêm trong họ Geometridae.